# Wight Seaplane
Die Wight Seaplane ist ein britisches Doppeldecker-Wasserflugzeug, das im  Ersten Weltkrieg gebaut wurde. Das Flugzeug war auch unter dem Namen Admiralty Type 840 bekannt.

## Entwicklung
Die White Company konstruierte das Flugzeug nach der gleichen Ausschreibung, nach der auch die  Short 184 konstruiert wurde, in der ein Wasserflugzeug gefordert wurde, das einen Torpedo tragen konnte. Das Flugzeug war in der Lage einen 810-lb., 14-in Torpedo zu transportieren. Die White Company stellte die Maschinen mit den Zulassungsnummern 831 bis 840 sowie von 1300 bis 1319 und von 1351 bis 1354 her. Weitere Flugzeuge wurden von den Firmen Beardmore und Portholm gefertigt. Insgesamt wurden ca. 70 Maschinen ausgeliefert.

## Einsatz
Der Royal Naval Air Service (RNAS) setzte das Flugzeug von 1915 bis 1917 von Felixstowe, Scapa Flow und Gibraltar aus ein. Von dort aus führte es Anti-U-Boot-Missionen durch. Es ist allerdings nicht bekannt, ob dabei jemals ein Torpedo eingesetzt wurde.

## Technische Daten
| Kenngröße             | Daten                                   |
| --------------------- | --------------------------------------- |
| Länge                 | 12,50 m (41 ft.)                        |
| Flügelspannweite      | 18,59 m (61 ft.)                        |
| max. Gesamtgewicht    | 2.020 kg (4.453 lb.)                    |
| Antrieb               | ein Sunbeam Motor mit 228 PS (225 h.p.) |
| Höchstgeschwindigkeit | 130 km/h (81 m.p.h.)                    |